# Nuove canzoni d'amore
Nuove canzoni d'amore è un album del cantautore italiano Sergio Endrigo, pubblicato dalla Fonit Cetra nel novembre del 1971.
Gli arrangiamenti sono curati da Luis Enríquez, che dirige l'orchestra.
Dal disco viene tratto il singolo La prima compagnia/Le parole dell'addio.

## Tracce

### Lato A
1. La prima compagnia
2. Erano per te
3. Ma dico ancora parole d'amore
4. Ljubica
5. Quando tu suonavi Chopin

### Lato B
1. Le parole dell'addio
2. Io che vivo camminando
3. A mio favore
4. Chi sei?
5. Quando ti lascio (Will You Miss Me When I'm Gone)